# Бабкин, Роман Алексеевич
Роман Алексеевич Бабкин (1909, с. Чермошнянка, Таинчинская волость, Петропавловский уезд, Акмолинская область, Российская империя — 1990) — колхозник, комбайнёр зернового совхоза имени Кирова Министерства совхозов СССР, Красноармейский район Северо-Казахстанской области, Казахская ССР. Герой Социалистического труда (1951).

## Биография
Родился в 1909 году в крестьянской семье в селе Чермошнянка Таинчинской волости Петропавловского уезда Акмолинской области (ныне — Тайыншинский район Северо-Казахстанской области).
В 1921 году начал свою трудовую деятельность. Работал на строительстве железной дороги Петропавловск — Кокчетав, позднее трудился плотником на горных разработках на Кузбассе.
Участвовал в Великой Отечественной войне. После демобилизации работал в совхозе имени Кирова Красноармейского района. По окончании курсов механизации сельского хозяйства трудился комбайнёром в этом же совхозе.
Ежегодно перевыполнял план. В 1951 году удостоен звания Героя Социалистического Труда.
Награды
- Герой Социалистического Труда — указом Президиума Верховного Совета СССР от 22 августа 1951 года
- Орден Ленина
- Орден «Знак Почёта»